# أغبلاغ سقار
أغبلاغ‌ سقار هي قرية في مقاطعة شوط‌، إيران. يقدر عدد سكانها بـ 72 نسمة بحسب إحصاء 2016.